# Softswitch

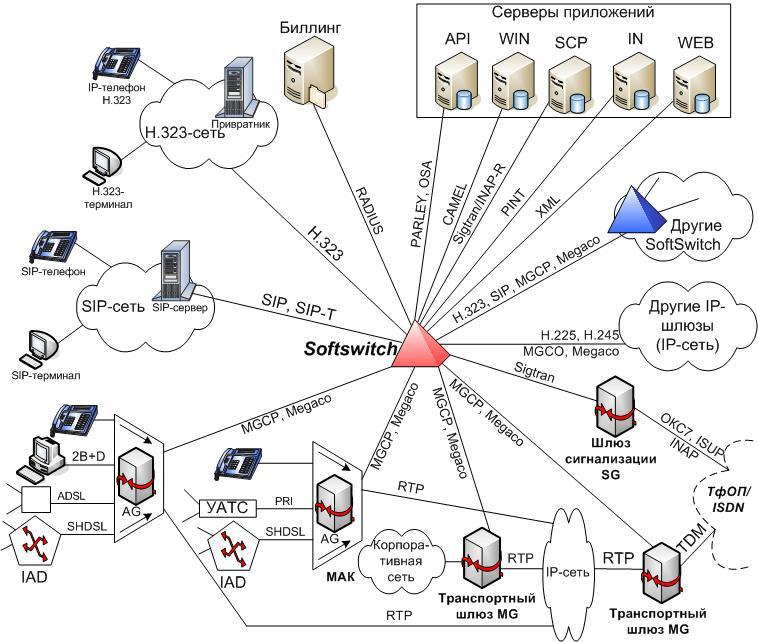
Esquema del Softswitch

El Softswitch es el principal dispositivo en la capa de control dentro de una arquitectura NGN (Next Generation Network), encargado de proporcionar el control de llamada (señalización y gestión de servicios), procesamiento de llamadas, y otros servicios, sobre una red de conmutación de paquetes (IP).
El softswitch actúa como gestor en el momento de interconectar las redes de telefonía tradicional, e incluso las redes inalámbricas 3G con las redes de conmutación de paquetes (IP), buscando como objetivo final lograr la confiabilidad y calidad de servicio similar a la que brinda una red de conmutación de circuitos con un menor precio.
Como todas las recientes tecnologías desarrolladas en telecomunicaciones, el softswitch busca la utilización de estándares abiertos para lograr la integración de las redes de próxima generación con la capacidad de transportar voz (Voz sobre IP), datos y multimedia, sobre redes IP. Pudiendo así, considerar al softswitch como una eficiente plataforma de integración para el intercambio de servicios y aplicaciones.
Desde el punto de vista de VoIP, se suele considerar al softswitch como el Proxy o elemento de registro en el protocolo SIP o como el Gatekeeper en H.323. También se lo puede asociar cuando se habla de un MGC (Media Gateway Controller) en MGCP y MEGACO. 
Las ventajas de control y gestión de una red multiservicios que presenta el softswitch, hace que la arquitectura NGN se presente claramente como la evolución de la red tradicional de telefonía (RTC) comportándose como una PBX tradicional.
Observación: en muchas ocasiones, incluyendo este artículo, se hace referencia al softswitch como un elemento de red (que en realidad es el Media Gateway Controller). El término softswitch en si, según el concepto de la 3GPP, responde a toda la integración de los elementos de una red NGN.